# Macchinari per la carta
I macchinari per la produzione di carta sono macchine (o meglio insiemi di macchine connesse tra loro) utilizzate in ambito industriale per la produzione di carta.

## Descrizione e funzionamento
Molti moderni macchinari per la produzione di carta si basano sul principio della macchina Fourdrinier, che utilizza un nastro trasportatore realizzato con fibre sintetiche appositamente intrecciate e chiamato "tela" (originariamente in inglese wire cioè "filo", dato che un tempo era realizzato con fili di bronzo), dove una sospensione di fibre (in genere fibre di cellulosa di legno) viene drenata per creare il foglio di carta.
Dopo la sezione di formazione, il foglio umido passa attraverso una pressa allo scopo di essere compresso e quindi di allontanare l'acqua in eccesso, dopodiché raggiunge la sezione riscaldata di essiccazione.

Schema di funzionamento di una macchina Fourdrinier

Le macchine per la produzione della carta sono costituite da diverse sezioni:
- Sezione di formazione: comunemente chiamata "zona umida" o wet end, dove la sospensione di fibre filtra attraverso una griglia per formare lunghi intrecci umidi.
- Sezione di pressatura: in questa sezione l'intreccio di fibre umide passa attraverso larghi cilindri che lo schiacciano ad alte pressioni per far uscire più acqua possibile.
- Sezione di essiccamento: in questa sezione il foglio appena ottenuto passa attraverso una serie di cilindri riscaldati a vapore e disposti a forma di serpentina. Il riscaldamento rimuove gli ultimi residui di acqua, facendo sì che ne resti non più del 6% della quantità inizialmente assorbita, un valore che normalmente si avrebbe anche se la carta fosse completamente secca ma conservata in una qualunque stanza a temperatura ambiente e pressione atmosferica.
- Sezione di calandratura: la carta precedentemente asciugata viene lisciata comprimendola.